# 飯田りんごん
飯田りんごん（いいだりんごん）とは市民参加型の夏祭りで、長野県飯田市で1982年から例年8月初旬、いいだ人形劇フェスタ期間中の土曜日に開催されてきた。

## 歴史
祭りの名前は林檎に由来し、飯田市のシンボルでもあるりんご並木や中心市街地で催されてきた。いいだ人形劇フェスタと併催であるものの、厳密には主催者が異なり、2021年時点のりんごん事務局は、りんご並木の街飯田まつり協議会が務める。
また、いいだ人形劇フェスタはその前身の「人形劇カーニバル飯田」として1979年に始まったのに対し、飯田りんごんはそれより3年遅い1982年に始まった。2009年にはカーボンオフセット制度を導入し、2010年も参加者1人当たり1円を徴収した。
2020年は、新型コロナウイルス感染症（COVID-19）の世界的大流行（パンデミック）のため中止された。
2021年は会場を市街地のりんご並木に移して、無観客公演（YouTubeと飯田ケーブルテレビでの生配信、放送）による「第40回 飯田りんごん　～ おうちでりんごん見て踊っちゃお♪」として規模を縮小して行う予定を立て、2021年4月時点は中止になった場合に備えて別会場でのオンライン配信などの代替事業を検討していた。ところがデルタ株などコロナ感染者の増加を理由に安全な開催確保ができないため、直前の2021年8月5日に市長名で完全中止を発表した（配信、放送、年内の延期もなし）。
2022年度の第41回はコロナ対策を徹底し、参加者・観客には不織布マスクの着用義務付けすることや、参加者にはPCR検査をするよう呼びかけを行ったうえで、飯田市街地で3年ぶりにりんごんそのものと、ふれあいアップルタウンと題した前座イベント（ダンス・コーラス・吹奏楽のサークル発表会他）、並びに花火大会の煙火打上げ（大会終盤5分間程度）などを平年の規模に準じて、3年ぶりの開催することが一度は決定した。しかし、2022年7月28日に飯田市を含む長野県南信州地域の感染警戒レベルが5に引き上げられたため、煙火の打ち上げのみにとどめ、踊りなどの街頭でのステージイベントはすべて3年連続中止（延期・代替のイベントの有無は未定）と判断された。
2023年は4年ぶりに通常開催で行われた。

## 内容
飯田市の中心にあるりんご並木など市街地で道路規制を行って会場としてきた。連を名乗る地元団体が「りんごん」を踊り歩き、2021年時点は小中学校、高等学校や一般有志のほか飯田信用金庫、八十二銀行や郵便局などの金融機関、手話サークルや飯田地区労働者福祉協議会、また長野県職員（「飯田合庁連」）や市の職員共済会などが参加申請している。
昼間は「ふれあいアップルタウン（歩行者天国）」として商栄会による出店やゲームの他に、飯田女子高等学校ほか器楽合奏クラブ、地域の和太鼓の団体やインディーズバンドの演奏やダンスグループ演技のほか、ストリートボールなど事務局がさまざまな企画を調整する。また、演技や演奏の合間を縫って人形劇フェスタの公演扱いとして大道芸などを披露し、その出演者の大半はヘブンアーティストの資格を得ている。
夕方から夜は掛け声に合わせて学校（市立飯田中央保育園、追手町小学校、飯田東中学校ほか）、自治体（長野県合同庁舎の連ほか）、地元企業やサークル、フィールドスタディーに集まった複数大学出身の学生など、有志が連を作って市内の路上を踊り歩く。当日の飛び入り参加も可能だが、基本的には事前申し込みをしておけば、どんな団体でも連として加われる。また部門ごとにりんごん大賞も選ばれる。歩行者天国の道に沿って多くの出店が並び、花火も打ち上げられる。

## 踊り
「りんごん」は曲も振り付けも市民が創り上げた踊りであり、基本的な「りんごん」の踊りは3つの舞いで構成される地域の特色を表した手作りの踊りである。
1. 獅子頭 - この地方に数多く伝わる獅子舞の頭をかかげるように舞う。
2. あばれ天竜 - 天竜川の波をイメージした舞い。
3. 夜空の花火 - 打ち上げ花火を表現していた舞い。

以上を「りんごん、りんごん、ホイ、おいな～」の掛け声に合わせて、繰り返し踊る。

## 参考資料
本文の出典
- “飯田まつり飯田りんごん総合情報ページ”. www.city.iida.lg.jp.   飯田市 (2021年8月5日). 2021年8月26日閲覧。

## 関連資料
発行年順
- 飯田まつり協議会（主催）、飯田市観光課／事務局「飯田まつり 飯田りんごん ： 東日本大震災復興支援」、飯田まつり協議会、2011年8月。
- 長谷部 三弘「講演 上久堅の集落自治--都市と農村との交流〈松本大学オープンカレッジ 「人にやる気・村に活気・地域づくり学習会」(part 6〉」『地域総合研究』第10号、松商学園短期大学総合研究所、2009年6月、235-250頁。NAID 110007652261。